# Pavel Bojar
Pavel Bojar, vlastním jménem Karel Krejčík (18. května 1919, Strakonice – 16. listopadu 1999, Praha), byl český spisovatel, prozaik, básník, překladatel z ruštiny, publicista, romanopisec.

## Život
Narodil se v roce 1919 do rodiny textilního dělníka a po úspěšné maturitě ve Strakonicích začal studovat na Filosofické fakultě Univerzity Karlovy češtinu a francouzštinu. V listopadu 1939 však byl zatčen a uvězněn v koncentračním táboře Sachsenhausen-Oranienburg. Roku 1940 byl propuštěn a pracoval jako pomocná vědecká síla v České akademii věd. Od roku 1940 byl Pavel Bojar zapojen do studentského hnutí odporu, ve kterém byl velmi aktivní. Roku 1943 pracoval jako úředník Reality, sdružení českých podnikatelů, zároveň pracoval jako překladatel a knižní recenzent. Studia dokončil při zaměstnání v letech 1945–1946 v aparátu ÚV KSČ.
V roce 1945 se Pavel Bojar oženil s Olgou Bojarovou (* 1925, roz. Hůlkovou), s níž v letech 1945–1961 spolupracoval na překladech z ruštiny (např. Michail Michajlovič Přišvin). V letech 1946–1947 působil jako šéfredaktor nakladatelství Svoboda a v letech 1949–1951 byl vedoucím tajemníkem Svazu čs. spisovatelů. V letech 1945–1949 a opět 1969-1971 byl pracovníkem ÚV KSČ a v letech 1951–1956 se živil jako spisovatel z povolání. Od roku 1956 do roku 1962 byl Pavel Bojar šéfredaktorem časopisu Květy, v roce 1962 odešel pracovat do tiskového odboru ministra zemědělství a v letech 1966–1967 byl vedoucím redaktorem nakladatelství Svoboda. Roku 1965 se podruhé oženil s Marií roz. Knausovou (* 1921), s níž pak v 80. letech společně psali i překládali. V letech 1971–1976 působil jako velvyslanec v Brazílii, 1976–1979 byl zaměstnán na federálním ministerstvu zahraničních věcí.
V roce 1948 podepsal výzvu prokomunistické inteligence Kupředu, zpátky ni krok!, jež byla vydána dne 25. února 1948 na podporu komunistického převratu. V roce 1977 podepsal „Antichartu“.
Roku 1980 odešel do důchodu a žil pak v Družci u Kladna. Pavel Bojar zemřel 16. 11. 1999 v Praze ve věku 80 let.

## Dílo
Pavel Bojar publikoval v různých časopisech (Studentský časopis, Květy, Literární noviny, Plamen, Tvorba) a v novinách (Rudé právo, Lidové noviny, Mladá fronta).
Pavel Bojar je autorem lyrických sbírek, povídek a románů, veršů a prózy pro děti a také překladatelem. Těžiště jeho tvorby leží v reflexivních básních a společenských románech inspirovaných životem venkova.
Za druhé světové války vydal své tři sbírky Modravá šerka, Trysk a Hoře milovati. V těchto básních navazoval prostým veršem a hudebností intimní a přírodní lyriky na impresionistický způsob vyjadřování. Po válce vydal dvě sbírky: Mladost světa a Hlavou i srdcem, v nichž vzpomínal na bolestné pocity svého mládí. Sugestivní vyznání vztahu k přírodě rodných jižních Čech a Šumavy i touhu po smysluplné budoucnosti vystřídala popisná poezie budovatelského patosu. Pavel Bojar psal také básně filosofické a didaktické, vyrůstající z ideologické vize beztřídní společnosti. Do tohoto okruhu patří básně Jediná, Zde v rodné zemi a Doporučeně.
Bojarova próza se vyznačuje detailním popisem, vnějškovou charakteristikou postav a ilustrativně pojatým dějem. Po lyrizovaném románu Siné roky (o dospívání v proletářském prostředí rodiště) následovala kronikářsky široce pojatá trilogie s tematikou poválečného osidlování a kolektivizace pohraničí (Slunečný širý svět) a románový pokus o analýzu citových a mravních postojů mladé generace zasažené zkušeností války (Milenci). O zachycení současnosti usilují také prózy z 80. let, v nichž autor poukazoval na dílčí společenské a mravní nedostatky (maloměšťáctví, selhání řídících pracovníků apod.), a tím se snažil postihnout „dočasné těžkosti“ při budování socialismu.
Bojarova překladatelská činnost je věnována skoro výhradně ruské klasické nebo sovětské budovatelské literatuře, po roce 1990 překládal dobrodružnou beletrii z angličtiny.
- Modravá šerka. Praha: Novina, 1942. 94 s.
- Trysk. 1. vyd. Praha: Václav Petr, 1945. 76 s.